# 1972

## Події
- Утворене місто Мирноград
- 10 січня — трамвайна аварія у Львові, внаслідок якої загинуло 26 осіб
- 30 січня — у північноірландському Лондондеррі британські солдати розстріляли демонстрацію ірландських католиків, вбивши 14 людей; ці події названі «кривавою неділею»
- 2 березня — З мису Канаверал (штат Флорида) у напрямку до Юпітера стартував космічний апарат «Піонер-10»
- 19 травня — прихід до влади в УРСР лояльного до Москви Володимира Щербицького, з яким пов'язана хвиля арештів українських дисидентів 1972–1973 років. Зокрема були заарештовані В'ячеслав Чорновіл, Євген Сверстюк, Василь Стус, Тарас Мельничук, Іван Світличний, Іван Дзюба, Михайло Осадчий, Юлій Шелест та інші
- 9 липня — Підземний ядерний вибух потужністю 3,8 кт на газовій свердловині «Факел» у Красноградському районі Харківської області
- 26 серпня — Відкриття Олімпіади в Мюнхені
- 4 вересня — Теракт на мюнхенській Олімпіаді
- 11 грудня — модуль «Челленджер» американського космічного корабля «Аполлон-17» здійснив посадку на Місяць
- процес шістьох (Сімферополь)

## Народились
див. також Категорія:Народились 1972
- 1 січня — Ліліан Тюрам, французький футболіст.
- 5 січня — Сакіс Рувас, грецький співак, кіноактор.
- 6 січня — Олександр Головко, український футболіст.
- 8 січня — Сергій Ателькін, український футболіст.
- 11 січня — Аманда Піт, американська акторка єврейського походження.
- 14 січня — Ектор Хіменес-Браво, канадський та український шеф-кухар колумбійського походження. Володар престижної кулінарної премії «The World Master Chef».
- 23 січня — Подригун Олександр, учасник Євромайдану.
- 1 лютого — Лейма Гбові, ліберійська антивоєнна активістка, феміністка, підриємиця, економістка.
- 15 лютого — Яромир Ягр, чеський хокеїст.
- 19 лютого — Ігор Балан, український співак, соліст гурту «Аква Віта».
- 23 лютого — Сніжана Єгорова, українська телеведуча, актриса.
- 29 лютого — Педро Санчес, прем'єр-міністр Іспанії.
- 6 березня — Шакіл О'Ніл, американський баскетболіст.
- 7 березня — Борис Філатов, український політик. Міський голова Дніпра з 2015 р.
- 22 березня — Раду Поклітару, український та молдовський хореограф-постановник.
- 26 березня — Леслі Манн,американська комедійна акторка.
- 14 квітня — Башняк Роман, капітан Збройних Сил України, учасник російсько-української війни.
- 19 квітня — Рівалдо, бразильський футболіст.
- 2 травня — Двейн Джонсон, американо-канадійський актор, а також відомий реслер.
- 6 травня — Юрій Журавель, український музикант з Рівного, лідер та вокаліст гурту От Вінта!, художник, аніматор, громадський діяч, актор і сценарист.
- 16 травня — Анджей Дуда, 10-й президент Польщі
- 17 травня — Микола Тищенко, український політик, ресторатор, народний депутат України IX скликання.
- 28 травня — Олександр Положинський, український співак, лідер гурту «Тартак».
- 19 червня — Мирослава Гонгадзе, українська телеведуча, журналістка.
- 5 липня — Іванна Климпуш-Цинцадзе, український політик і громадський діяч, народний депутат України IX скликання.
- 6 липня — Жанна Пінтусевич, українська спортсменка, легкоатлет.
- 8 липня — Петро Чорний, український ромський співак, композитор та актор.
- 17 липня — Сергій Льовочкін, український політичний та державний діяч, народний депутат України.
- 19 липня — Руслан Квінта, український композитор, музичний продюсер.
- 30 липня — Олесь Санін, український кінорежисер.
- 8 серпня — Володимир Шаменко, український гімнаст, призер Олімпійських ігор.
- 15 серпня — Бен Аффлек, американський актор.
- 23 серпня — Артур Герасимов, український політик, народний депутат України VIII та IX скликань.
- 30 серпня: 
  - Кемерон Діаз, американська топ-модель, акторка.
  - Павел Недвед, чеський футболіст.
- 6 вересня — Ідріс Ельба, сьєрра-леонський актор, музикант і ді-джей.
- 28 вересня — Гвінет Пелтров, американська акторка.
- 17 жовтня — Емінем, американський репер.
- 19 жовтня — Наталя Васько, українська акторка кіно, театру та телебачення.
- 21 жовтня — Лада Лузіна, українська письменниця.
- 4 листопада — Луїш Фігу, португальський футболіст.
- 24 листопада — Юрко Юрченко, український співак, композитор, лідер гурту «Юркеш».
- 1 грудня — Барт Міллард, американський співак і автор пісень.
- 3 грудня — Олег Ляшко, український політик.
- 11 грудня 
  - Андрій Гусін, український футболіст.
  - Ахтем Сеітаблаєв, український актор та режисер кримськотатарського походження.
- 15 грудня — Лі Чон Че, південнокорейський актор і модель.
- 22 грудня — Ванесса Параді, французька співачка і кіноакторка.
- 29 грудня 
  - Джуд Лоу, британський актор.
  - Євген Нищук, український актор театру, кіно та дубляжу. 15-й Міністр культури України.

## Померли
Дивись також Категорія:Померли 1972
- 16 березня — Бандуренко Євген Федорович, український поет, сатирик
- 13 червня — Георг фон Бекеші, угорсько-американський фізик, лауреат Нобелівської премії з фізіології та медицини 1961 року
- 25 серпня — Люсьєн Булл, ірландський винахідник
- 24 жовтня — Джекі Робінсон, американський бейсболіст
- 26 жовтня — Сікорський Ігор Іванович, видатний авіаконструктор.
- 20 листопада — Адамцевич Євген Олександрович, Український кобзар, віртуозний виконавець українських народних пісень минулого, автор Запорозького маршу
- 26 грудня — Соня Грін, американська письменниця, видавець-аматор українського походження, дружина Говарда Лавкрафта

## Нобелівська премія
- з фізики: Джон Бардін, Леон Купер та Джон Роберт Шріффер — «За створення теорії надпровідності, що зазвичай називають теорією БКШ» (Теорія Бардіна-Купера-Шріффера)
- з хімії: Крістіан Бемер Анфінсен — «За роботу з дослідження рибонуклеази, особливо взаємозв'язки між амінокислотною послідовністю і її біологічно активними конферментамі»; Станфорд Мур та Вільям Говард Стайн — «За внесок в прояснення зв'язку між хімічною структурою і каталітичною дією активного центру молекули рибонуклеази»
- з медицини та фізіології: Джералд Едельман та Родні Портер — «За відкриття, що стосуються хімічної структури антитіл»
- з економіки: Джон Хікс та Кеннет Ерроу — «За новаторський внесок в загальну теорію рівноваги і теорію добробуту»
- з літератури: Генріх Белль
- премія миру: Премію не присуджували

## Державна премія СРСР
- Чорний Горимир Горимирович